# Carlo Guarguaglini
Carlo Guarguaglini, né le 2 janvier 1933 à Castagneto Carducci (Toscane) et mort le 17 mai 2010 dans la même ville, est un coureur cycliste italien, professionnel de 1958 à 1962

## Palmarès
- 1956
  - 2e de la Coppa Wuhrer
- 1958
  - Gran Premio Industria del Cuoio e delle Pelli
- 1961
  - 2e du Circuit de Pistoia

## Résultats sur les grands tours

### Tour d'Italie
3 participations
- 1959 : 75e
- 1960 : non-partant (20e étape)
- 1961 : 85e

### Tour de France
1 participation
- 1962 : 93e

### Tour d'Espagne
1 participation
- 1960 : abandon (15e étape)